# 도피자들
《도피자들》는 2018년 10월 26일에 방영한 《KBS 드라마 스페셜 2018》 시리즌 중 일곱 번째 작품이다.

## 줄거리
행복한 꿈을 꿨는데 기억이 전혀 나지 않는다든지, 악몽을 꿨는데 너무 생생해서 진짜 같았다든지, 혹은 현실이 너무 팍팍해서 계속 잠이나 자버렸던 경험들이 있다. 꿈으로 도피함으로써 현실의 아픔을 잊어보려는 이들의 이야기다.

## 등장 인물

### 주요 인물
- 이학주 : 지욱 역

경찰. 죽은 여자친구를 잊지 못해 꿈에서라도 매번 만나고 싶어한다.
- 김새벽 : 세영 역

어린 민우를 교통사고로 잃고 난 후 꿈에서라도 민우의 얼굴을 보고자 한다.
- 최유화 : 희주 역

지욱의 여자친구. 지욱에게 전화를 남기고 스스로 목숨을 끊었다.
- 김주헌 : 담당자 역

꿈의 세계를 관리하는 담당자. 현실을 잊고, 꿈으로 도피하는 이들을 통제한다.

### 그 외 인물
- 최유송
- 임성재
- 서상종
- 김대환
- 김동하

### 특별출연
- 김원해

## 시청률
- 전국 시청률 : 1.1%[1]